# Sint Maarten League 2020-2021
La SXMFF League 2020-2021 è stata la 38ª edizione della massima (ed unica) serie di Sint Maarten, disputato tra il 23 ottobre 2020 e il 14 marzo 2021 e concluso con la vittoria del Flames United SC, al suo secondo titolo.

## Squadre partecipanti
| Club                  | Stagione | Città       | Stadio        | Stagione precedente |
| --------------------- | -------- | ----------- | ------------- | ------------------- |
| Flames United SC      | dettagli | Philipsburg | Raoul Illidge |                     |
| SCSA Eagles           | dettagli |             |               |                     |
| 758 Boyz SC           | dettagli | Philipsburg |               |                     |
| FC Soualiga           | dettagli | Philipsburg |               |                     |
| C & D Connection FC   | dettagli |             |               |                     |
| SXM Crew              | dettagli |             |               |                     |
| Hot Spurs             | dettagli |             |               |                     |
| United Super Stars FC | dettagli |             |               |                     |
| Belvedere Veendam FC  | dettagli |             |               |                     |
| Reggae Lions FC       | dettagli | Philipsburg |               |                     |

## Classifica finale
|  | Pos. | Squadra            | Pt | G  | V  | N | P  | GF | GS  | DR  |
|  | ---- | ------------------ | -- | -- | -- | - | -- | -- | --- | --- |
|  | 1.   | Flames United      | 48 | 18 | 15 | 3 | 0  | 75 | 15  | +60 |
|  | 2.   | SCSA Eagles        | 43 | 18 | 14 | 1 | 3  | 93 | 19  | +84 |
|  | 3.   | 758 Boyz           | 35 | 18 | 11 | 2 | 5  | 66 | 24  | +42 |
|  | 4.   | Soualiga           | 33 | 18 | 10 | 3 | 5  | 69 | 23  | +46 |
|  | 5.   | C&D                | 30 | 18 | 9  | 3 | 6  | 56 | 23  | +33 |
|  | 6.   | SXM Crew           | 28 | 18 | 9  | 1 | 8  | 54 | 49  | +5  |
|  | 7.   | Hott Spurs         | 23 | 18 | 6  | 5 | 7  | 42 | 51  | -9  |
|  | 8.   | United Super Stars | 10 | 18 | 3  | 1 | 14 | 26 | 120 | -94 |
|  | 9.   | Belvedere Veendam  | 9  | 18 | 3  | 0 | 15 | 29 | 119 | -90 |
|  | 10.  | Reggae Lions       | 0  |    |    |   |    |    |     |     |

## Risultati

### Tabellone
Ogni riga indica i risultati casalinghi della squadra segnata a inizio della riga, contro le squadre segnate colonna per colonna (che invece avranno giocato l'incontro in trasferta). Al contrario, leggendo la colonna di una squadra si avranno i risultati ottenuti dalla stessa in trasferta, contro le squadre segnate in ogni riga, che invece avranno giocato l'incontro in casa.
|                       | FLA  | SCS  | 758  | SOU  | C&D  | SXM  | HOT  | USS  | BEL  | REG  |
| --------------------- | ---- | ---- | ---- | ---- | ---- | ---- | ---- | ---- | ---- | ---- |
| Flames United SC      | –––– | 4-1  | 5-0  | 2-1  | 0-0  | 6-1  | 7-2  | 1-1  | 6-1  | 12-0 |
| SCSA Eagles           | 0-0  | ---- | 3-0  | 2-1  | 2-1  | 4-1  | 9-0  | 12-0 | 6-2  | 3-0  |
| 758 Boyz              | 1-2  | 1-2  | ---- | 2-2  | 3-1  | 4-1  | 2-0  | 5-1  | 9-0  | 3-0  |
| Soualiga              | 1-2  | 3-2  | 1-1  | ---- | 1-0  | 3-2  | 9-0  | 14-0 | 7-0  | 3-0  |
| C & D Connection      | 0-2  | 2-1  | 1-3  | 3-1  | ---- | 1-1  | 3-2  | 6-0  | 7-1  | 6-1  |
| SXM Crew              | 1-4  | 0-9  | 1-3  | 2-7  | 2-1  | ---- | 1-2  | 8-0  | 5-0  | 7-2  |
| Hot Spurs             | 0-4  | 0-6  | 1-5  | 1-1  | 3-3  | 1-6  | ---- | 4-2  | 7-1  | 2-2  |
| United Super Stars FC | 2-14 | 0-12 | 0-6  | 0-12 | 0-9  | 1-3  | 2-2  | ---- | 10-2 | 3-0  |
| Belvedere Veendam FC  | 2-4  | 2-15 | 0-11 | 1-8  | 0-9  | 1-5  | 3-8  | 4-0  | ---- | 6-2  |
| Reggae Lions FC       | 0-3  | 0-4  | 0-7  | 0-3  | 0-3  | 3-5  | 3-0  | 0-3  | 5-3  | ---- |